# Sparrows (1926)
Sparrows (bra: Aves Sem Ninho) é um filme mudo americano de 1926 sobre uma jovem que resgata uma bebê de sequestradores. O filme, que foi originalmente intitulado Scraps, foi estrelado e produzido por Mary Pickford, que era a mulher mais poderosa de Hollywood na época.

## Elenco
- Mary Pickford como Molly
- Roy Stewart como Dennis Wayne
- Mary Louise Miller como Doris Wayne (a bebê)
- Gustav von Seyffertitz como Sr. Grimes
- Charlotte Mineau como Sra. Grimes
- Spec O'Donnell como Ambrose Grimes
- Lloyd Whitlock como Joe Bailey, também conhecido como Stone
- Monty O'Grady como Splutters

Crianças:
- Billy Butts
- Jack Lavine
- Billy “Red” Jones
- Muriel McCormac
- Florence Rogan
- Maria McLain
- Sílvia Bernardo
- Seesel Ann Johnson
- Camille Johnson

Notas do elenco:
- Sparrows foi o penúltimo papel mudo de Pickford; foi seguido por My Best Girl, de 1927. Depois disso, Pickford fez alguns filmes falados antes de se aposentar em "Pickfair", sua propriedade com o marido Douglas Fairbanks.[5]

## Produção

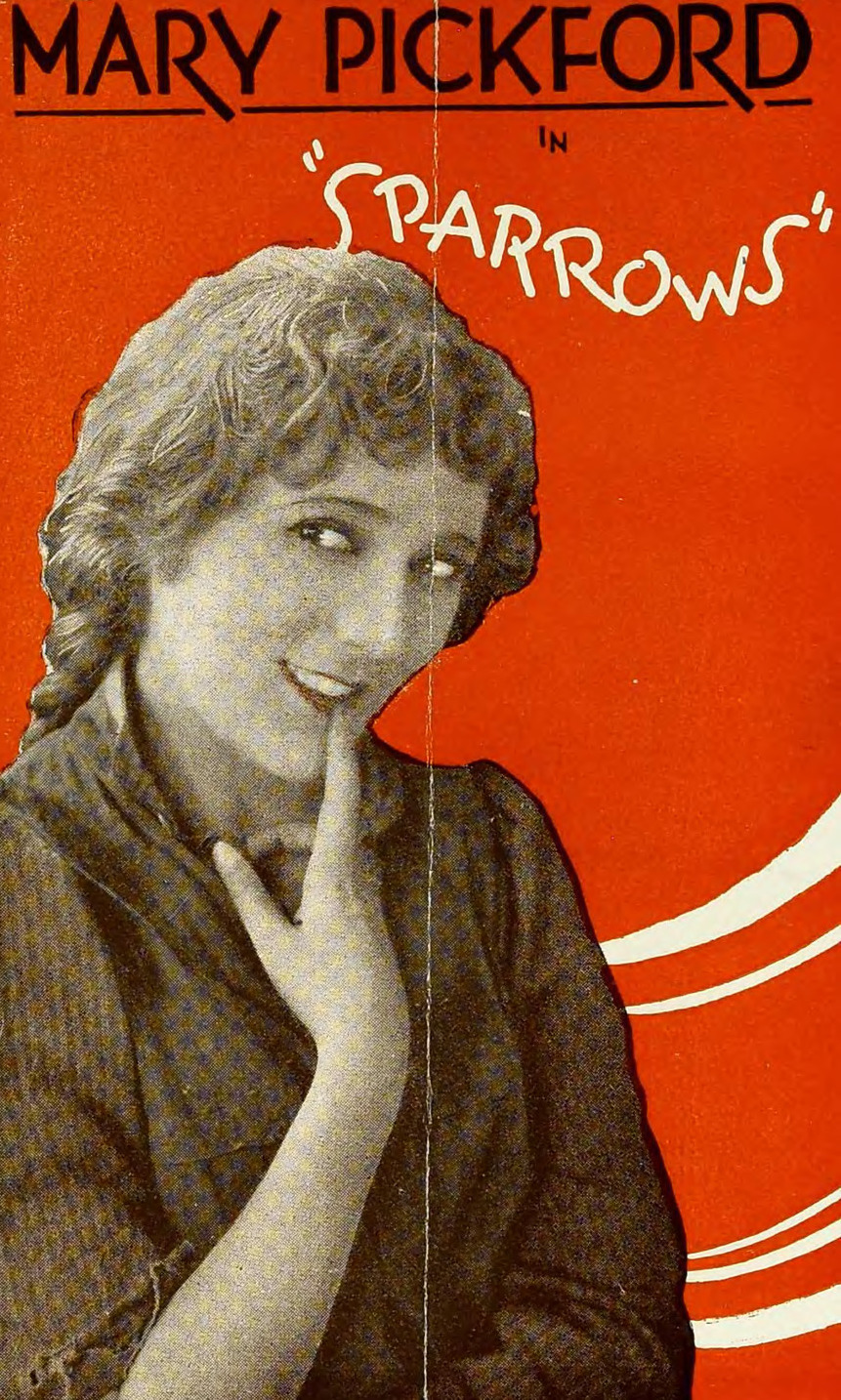
Arte da capa de Sparrows do United Artists Pressbook, 1926

No entanto, Hal Mohr, o diretor de fotografia do filme, desmascarou esta história, dizendo: "Não havia um crocodilo num raio de dezesseis quilômetros de Miss Pickford", e revelando em detalhes precisos como o efeito foi feito.
Uma versão anterior da cena "Jesus no celeiro" foi filmada, na qual o espírito do bebê morto era levado ao céu por um anjo fosforescente. A cena foi rejeitada em favor da tomada de Jesus.

## Recepção crítica

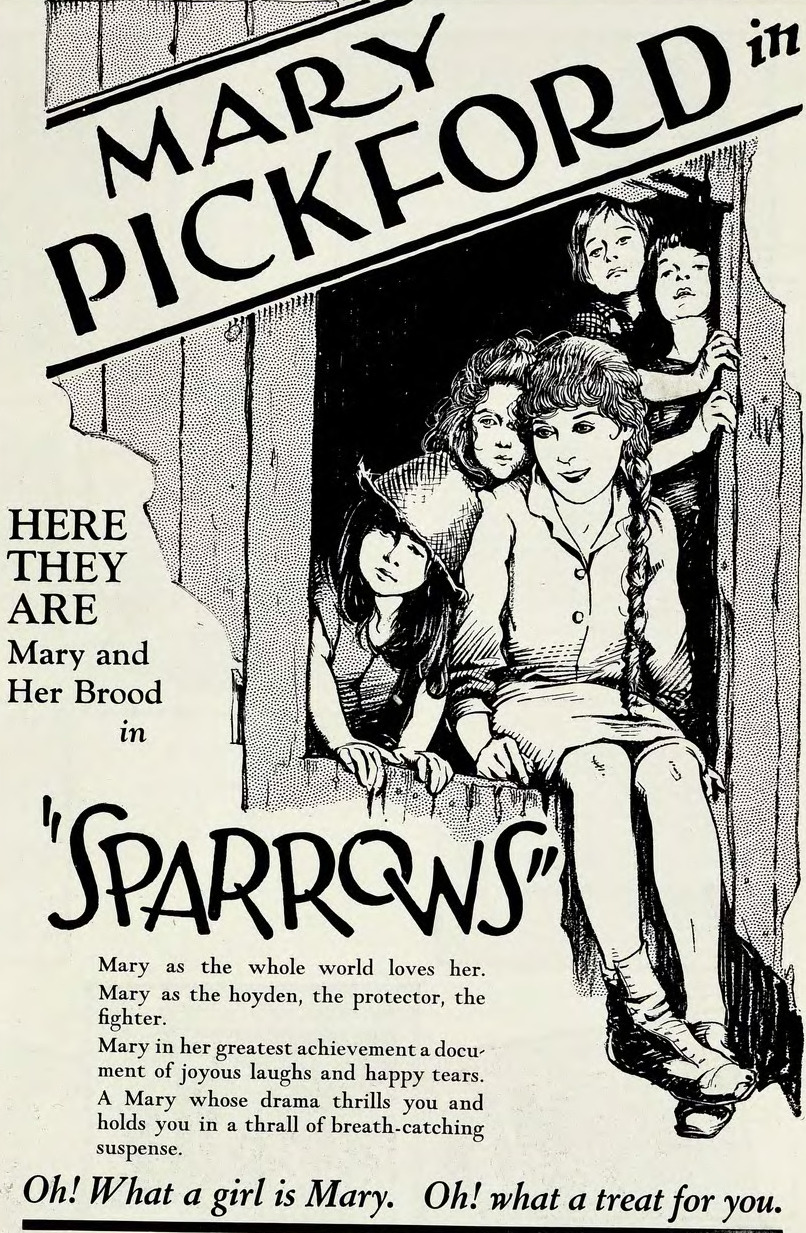
Anúncio de Sparrows do United Artists Pressbook de 1926

O historiador de cinema Jeffrey Vance considera Sparrows a obra-prima de Pickford. Em suas notas de programa do Giorante del Cinema Muto (também conhecido como Festival de Cinema Silencioso de Pordenone), Vance escreve em 2008: “Sparrows é sua obra de arte mais plenamente realizada e atemporal. As performances soberbas do filme, o design de produção gótico e a cinematografia servem uma história de suspense e emocionalmente convincente, ancorada por uma performance central da própria Pickford imbuída de pathos, humor e charme.”

## Elogios

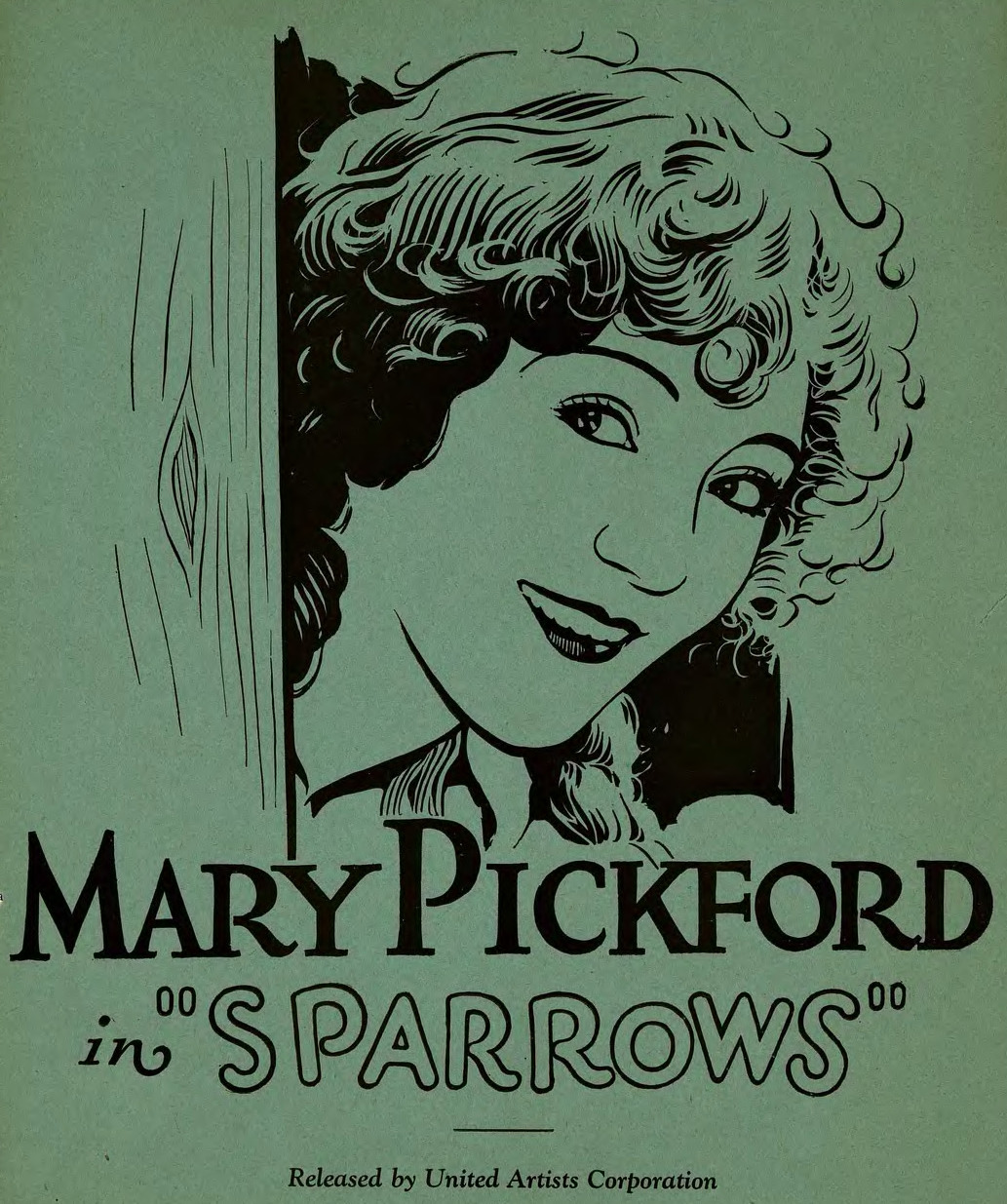
Mary Pickford no anúncio de Sparrows, 1926

- 2003: 100 anos da AFI...100 heróis e vilões:
  - Molly – Heróina Nomeada[7]
- 2006: 100 anos da AFI...100 felicidades – nomeado[8]

## Mídia doméstica
Milestone Film & Video lançou a restauração de Sparrows da Biblioteca do Congresso para DVD e Blu-ray em 6 de novembro de 2012, como parte de um box set chamado Rags and Riches: Mary Pickford Collection, e contém uma faixa de comentários em áudio dos historiadores de cinema Jeffrey Vance e Tony Maietta.